# Manuel Fal Conde

Bandeira Carlista

Manuel Fal Conde, 1º Duque de Quintillo (10 de Agosto de 1894 – 20 de Maio de 1975) foi um ativista Católico Espanhol e político Carlista. É reconhecido como uma figura de destaque na história do carlismo, tendo sido o seu líder político por mais de 20 anos (1934-1955) e liderado o movimento durante um de seus períodos mais turbulentos. Inicialmente, liderou a facção beligerante que pressionava a insurgência antirrepublicana; durante a Guerra Civil Espanhola, juntou-se aos Nacionalistas; mais tarde, defendeu a estratégia antifranquista.